# Virtualnost
Virtualnost se v vsakdanjem življenju nanaša na nekaj, kar naj bi obstajalo, vendar ni realno. Iraz izhaja iz angleškega jezika, kot pridevnik virtual (po Oxford Advanced Learner's Dictionary iz leta 1994) je pojmovan kot »biti ali vesti se kot nekaj, kar je opisano, ampak ni sprejeto kot tako«.
Pierre Levy (2001) nekoliko bolj filozofsko definira virtualno kot tisto, ki obstaja potencialno in ne dejansko. Potemtakem je vsaka entiteta virtualna, če je deteritorializirana, sposobna manifestacij ob drugačnem času in kraju, ne da bi bila vezana na točno določen kraj ali čas. Na primer: kakor hitro informacija najde pot v kibernetski prostor, postane virtualna, kar pomeni, da je takoj na voljo uporabniku, neodvisno od prostorskih koordinat njenega fizičnega medija (računalnika, GSM telefona ipd.).
V splošnem lahko razlikujemo med dvema tipoma virtualnih prostorov, in sicer omejenimi oziroma zaprtimi (CD-ROMi, igrice, simulacij...) in pa tistimi, ki so dostopni preko omrežja in odprti za interakcije, preoblikovanja ter povezave z drugimi svetovi in okolji. 